# Napolitan graffiti
Napolitan graffiti. Come eravamo è una raccolta di racconti di Raffaele La Capria pubblicata nel 1998.

## Contenuto
Il volume raccoglie ventisette saggi distribuiti in sette sezioni ("Luce e ombra", "Le radici dell'immaginario", "I punti di vista, dall'alto e dal basso", "I residenti", "Tre storie dal vero", "Come eravamo", "Oltre l'orizzonte"). Il tema principale del volume è l'autoreferenzialità della letteratura napoletana. Per La Capria tale autoreferenzialità significa
(Raffaele La Capria, Cinquant'anni di false partenze ovvero L'apprendista scrittore, Roma: Minimum fax, 2002, ISBN 88-87765-63-4, p. 136)
Sono stati esaminati sia testi fondamentali della tradizione napoletana (Lo cunto de li cunti e La smorfia), nella sezione "Le radici dell'immaginario"; testi di Elena Croce, Peppino e (soprattutto) Eduardo De Filippo, Pier Paolo Pasolini nella sezione "I punti di vista, dall'alto e dal basso"; Domenico Rea, Michele Prisco, Luigi Compagnone e Mario Pomilio nella sezione "I residenti"; tre opere letterarie su Napoli (Il resto di niente  di Enzo Striano; Il mare non bagna Napoli di Anna Maria Ortese e Mistero napoletano di Ermanno Rea) nella sezione "Tre storie dal vero"; ritratti di intellettuali nati o vissuti a Napoli con i quali Raffaele La Capria ha avuto contatti personali di amicizia o di lavoro (Pasquale Prunas, Gianni Scognamiglio, Tommaso Giglio, William Fense Weaver, Antonio Ghirelli, Giuseppe Patroni Griffi, Francesco Compagna, Vittorio Caprioli e Francesco Rosi) nella sezione "Come eravamo". La Capria ammette di non aver preso in considerazione alcune figure fondamentali per Napoli (Totò, Raffaele Viviani, Luigi Incoronato) «non perché li considerassi meno importanti ma perché non li avevo conosciuti e non ne avevo un ricordo personale». Nella sezione "Oltre l'orizzonte", infine, l'autore descrive una visita all'Acquario di Napoli e una passeggiata in via Caracciolo.